# (95593) Azusienis
(95593) Azusienis est un astéroïde de la ceinture principale.

## Description
(95593) Azusienis est un astéroïde de la ceinture principale. Il fut découvert le 16 mars 2002 à Moletai par Kazimieras Černis et Justas Zdanavičius. Il présente une orbite caractérisée par un demi-grand axe de 3,05 UA, une excentricité de 0,10 et une inclinaison de 16,2° par rapport à l'écliptique.

## Compléments